# Kylie (album)
Kylie este albumul de debut al cântăreței pop Kylie Minogue. A fost lansat pe 4 iulie 1988, primind recenzii mixte de la critici. Albumul a fost un #1 în Marea Britanie, și a produs trei hituri care au ajuns pe prima poziție în Australia. Albumul a fost lansat și în America de Nord, însa nu a avut succesul scondat, atingând numai locul 53 în Billboard 200.

## Lista pieselor
| Nr.             | Titlu                      | Lungime |  |
| 1.              | „I Should Be So Lucky”     | 3:24    |  |
| 2.              | „The Loco-Motion”          | 3:13    |  |
| 3.              | „Je Ne Sais Pas Pourquoi”  | 4:01    |  |
| 4.              | „It's No Secret”           | 3:57    |  |
| 5.              | „Got to Be Certain”        | 3:18    |  |
| 6.              | „Turn It into Love”        | 3:36    |  |
| 7.              | „I Miss You”               | 3:15    |  |
| 8.              | „I'll Still Be Loving You” | 3:49    |  |
| 9.              | „Look My Way”              | 3:36    |  |
| 10.             | „Love at First Sight”      | 3:10    |  |
| Lungime totală: | Lungime totală:            | 35:22   |  |

| 2012 Japanese reissue bonus tracks |                                                   |         |  |
| Nr.                                | Titlu                                             | Lungime |  |
| 11.                                | „Made in Heaven”                                  | 3:33    |  |
| 12.                                | „Getting Closer” (Extended OZ Mix)                | 4:10    |  |
| 13.                                | „I Should Be So Lucky” (The Bicentennial Mix)     | 6:11    |  |
| 14.                                | „Got to Be Certain” (Extended)                    | 6:35    |  |
| 15.                                | „The Loco-Motion” (The Kohaku Mix)                | 5:59    |  |
| 16.                                | „It's No Secret” (Extended)                       | 5:47    |  |
| 17.                                | „Je Ne Sais Pas Pourquoi” (The Revolutionary Mix) | 7:14    |  |

| 2015 PWL Special Edition (Disc 1) |                                              |         |  |
| Nr.                               | Titlu                                        | Lungime |  |
| 11.                               | „Made in Heaven”                             | 3:33    |  |
| 12.                               | „Locomotion”                                 | 3:16    |  |
| 13.                               | „I Should Be So Lucky” (Extended Version)    | 6:06    |  |
| 14.                               | „Got to Be Certain” (Extended)               | 6:35    |  |
| 15.                               | „The Loco-Motion” (The Kohaku Mix)           | 5:59    |  |
| 16.                               | „Je Ne Sais Pas Pourquoi” (Moi Non Plus Mix) | 5:53    |  |
| 17.                               | „It's No Secret” (Extended)                  | 5:47    |  |
| 18.                               | „Made In Heaven” (Maid In England Mix)       | 6:17    |  |

| 2015 PWL Deluxe Edition (Disc 2) |                                                   |         |  |
| Nr.                              | Titlu                                             | Lungime |  |
| 1.                               | „Locomotion” (Chugga Motion Mix)                  | 7:37    |  |
| 2.                               | „Getting Closer” (Extended Oz Mix)                | 4:11    |  |
| 3.                               | „I Should Be So Lucky” (The Bicentennial Mix)     | 6:11    |  |
| 4.                               | „Got To Be Certain” (Extra Beat Boys Remix)       | 6:51    |  |
| 5.                               | „The Loco-Motion” (The Sankie Remix)              | 6:37    |  |
| 6.                               | „Je Ne Sais Pas Pourquoi” (The Revolutionary Mix) | 7:15    |  |
| 7.                               | „Made In Heaven” (Original 12" Mix)               | 7:10    |  |
| 8.                               | „I Should Be So Lucky” (12" Remix)                | 5:31    |  |
| 9.                               | „The Loco-Motion” (12" Master)                    | 9:12    |  |
| 10.                              | „Glad To Be Alive”                                | 3:41    |  |
| 11.                              | „Getting Closer” (UK Mix)                         | 4:02    |  |
| 12.                              | „Made In Heaven” (Heaven Scent Mix)               | 4:45    |  |
| 13.                              | „The Loco-Motion” (The Oz Tour Mix)               | 5:40    |  |

## Certificări
| Regiune | Certificări | Vânzări    |
| --- | ----------- | ---------- |
| Australia (ARIA) | 6× Platină  | 420.000^   |
| Canada (Music Canada) | Platină     | 100.000^   |
| Franța (SNEP) | Platină     | 316,300*   |
| Finlanda (Musiikkituottajat) | Aur         | 25,000     |
| Germania (BVMI) | 1× Aur      | 250.000^   |
| Elveția (IFPI Switzerland) | Platină     | 50.000x    |
| Regatul Unit (BPI) | 7× Platină  | 2.100.000^ |
| Statele Unite (RIAA) | Aur         | 500.000^   |
| *cifrele de vânzări sunt bazate pe un singur certificat ^cifrele cargo sunt bazate pe un singur certificat xcifrele nespecificate sunt bazate pe un singur certificat |             |            |